# Christophe Senft
Christophe Senft (* 15. September 1914 in Neuenburg; † 27. Dezember 1988 in Lausanne) war ein Schweizer evangelischer Geistlicher und Hochschullehrer.

## Leben

### Familie
Christophe Senft war der Sohn von Wilhelm-Ferdinand Senft (1890–1976), Pfarrer der Herrnhuter Brüdergemeine und Direktor des Internats Montmirail (heute: Communauté Don Camillo) in der Gemeinde La Tène, und dessen Ehefrau Sophia-Julia (1891–1969), Tochter von Karl August Wilhelm Gelzer (1857–1923); er hatte vier Geschwister. Seine Schwester Salome Senft (1915–2000) war mit dem evangelischen Geistlichen und Politiker Heinrich Staehelin (1903–1976) verheiratet. Sein Onkel war der Althistoriker Matthias Gelzer. Sein Grossvater war Ernst-Arved Senft, Bischof der Evangelischen Brüder-Unität.
Ab 1940 war er mit Emma (1915–1977), Tochter des deutschen Theologieprofessors Rudolf Bultmann, verheiratet. Seine Schwägerin war die deutsch-amerikanische Bibliothekarin Antje Bultmann Lemke.

### Werdegang
Nach einem Theologiestudium an der Universität Neuenburg von 1933 bis 1935 setzte Christophe Senft das Studium an der Universität Basel bei Karl Barth und Karl Ludwig Schmidt sowie von 1936 bis 1938 an der Universität Marburg bei seinem späteren Schwiegervater Rudolf Bultmann fort.
1938 promovierte er mit seiner Dissertation Le problème de l’histoire et la vérité an der Universität Neuenburg zum Lizenziaten und 1956 mit seiner Dissertation Wahrhaftigkeit und Wahrheit: die Theologie des 19. Jahrhunderts zwischen Orthodoxie und Aufklärung zum Dr. theol. an der Universität Göttingen.
1940 ordiniert, war er ab 1940 Pfarrer in La Chaux-de-Fonds und darauf von 1945 bis 1963 Pfarrer in Fleurier.
1963 erfolgte seine Berufung zum ausserordentlichen Professor an die Universität Lausanne, bevor er von 1968 bis zu seiner Pensionierung 1984 Ordentlicher Professor für die Exegese des Neuen Testaments war. Danach wurde er zum Honorarprofessor ernannt.

### Schriftstellerisches Wirken
Christophe Senft war der Verfasser der Bibelkommentare La première épître de Saint Paul aux Corinthiens («Der 1. Korintherbrief»), die 1979 veröffentlicht wurden. Unter anderem publizierte er 1985 Jésus de Nazareth et Paul de Tarse. Dazu veröffentlichte er eine Vielzahl von Aufsätzen in der Revue de théologie et de philosophie.

## Ehrungen und Auszeichnungen
- 1985: Ehrendoktor der Universität Neuenburg

## Schriften (Auswahl)
- Le problème de l’histoire et la vérité. Neuenburg 1938.
- Wahrhaftigkeit und Wahrheit: die Theologie des 19. Jahrhunderts zwischen Orthodoxie und Aufklärung. J. C. B. Mohr (P. Siebeck), Tübingen 1956.
- Vérité historique, vérité révélée. Lausanne 1964.
- mit Giovanni Busino: Les théories de la bureaucratie. Cours d’histoire de l’analyse sociologique donné pendant l’année universitaire 1975–1976 à l’École des sciences sociales et politiques de l’Université de Lausanne. Office des polycopiés de l’Université, Lausanne 1976.
- L’Évangile selon Marc. CPE, Genf 1976.
- mit Pierre Bonnard, Oscar Cullmann, Jean Héring: La première épître de Saint Paul aux Corinthiens. Delachaux & Niestlé, Neuenburg 1979.
- Le courage de prier: la prière dans le Nouveau Testament. Ed. du Moulin, Aubonne 1985.
- Jésus de Nazareth et Paul de Tarse. Labor et Fides, Genf 1985.